# Anthony Li Hui
Anthony Li Hui (chinesisch 李輝; * Mai 1972 in Meixian) ist ein chinesischer römisch-katholischer Geistlicher und Koadjutorbischof von Pingliang.

## Leben
Anthony Li Hui empfing am 18. Oktober 1996 das Sakrament der Priesterweihe. Er studierte am Nationalen Seminar der Katholischen Kirche in China sowie Chinesische Sprache an der Renmin-Universität, beide in Peking. Li war seit 1998 für die katholische Bischofskonferenz und die Chinesische Katholisch-Patriotische Vereinigung tätig.
Am 24. Juli 2020 wurde er zum Koadjutorbischof von Pingliang ernannt. Die Ernennung wurde am 11. Januar des folgenden Jahres bestätigt. Die Bischofsweihe spendete ihm der Erzbischof von Kunming, Joseph Ma Yinglin, am 28. Juli 2021. Mitkonsekratoren waren der Bischof von Pingliang, Nicholas Han Jide OFMCap, der Bischof von Chengde, Joseph Guo Jincai, und der Bischof von Lanzhou, Joseph Han Zhihai.
Nach dem im Jahr 2018 zwischen dem chinesischen Staat und dem Heiligen Stuhl geschlossenen Abkommen über die Ernennung und Anerkennung von Bischöfen war Li der fünfte Bischof, der mit Zustimmung beider Seiten geweiht werden konnte.